# Bedřich Heyduk
Bedřich Heyduk (28. února 1832 Rychmburk – 7. července 1890 na lodi v Tichém oceánu) byl český agronom, hospodářský správce, vinař a odborný novinář a spisovatel dlouhodobě působící v Ruském impériu. Pracoval zde jako zemědělský správce a hospodář, ale také jako osadník a iniciátor českého osidlování východního Černomoří. Jeho mladším bratrem byl básník a pedagog Adolf Heyduk.

## Život

### Mládí
Narodil se v Rychmburku (dnes Předhradí u Skutče) v rodině truhláře Jana Heyduka a jeho manželky Františky, rozené Čejkové. Od roku 1850 studoval na německé reálce v Poličce, roku 1850 pak maturoval v Praze. Následně vystudoval lesní inženýrství na pražské německé polytechnice. Po studiích začal pracovat hospodářský adjunkt na statcích knížete Ferdinanda Bonaventury Kinského, nedlouho byl potom katastrálním úředníkem v Uhersku. 
V letech 1861 až 1870 byl tajemníkem Hospodářského spolku pro pražský kraj v Praze. V letech 1861 až 1864 vydával s chemikem, a později také svým švagrem, Josefem Kučerou ze Skutče týdeník Pokrok hospodářský, rovněž v té době vydal řadu národohospodářských příruček. Politicky měl blízko ke straně mladočechů a okruhu Julia Grégra.

### Na Kavkaze
Roku 1864 odjel s rodinou v doprovodu hraběte de Carièra do Ruska, aby jako správce pečoval o jeho velkostatek v Charkovské gubernii. Záhy začal také odborně publikovat a přednášet agronomii na Charkovské univerzitě. Roku 1868 přijel do podhůří Kavkazu při Černém moři, kde se stal správcem statků velkoknížete Michaila Nikolajeviče na původních územích etnické skupiny Čerkesů. Usadil se zde a na přidělené půdě založil vlastní vzorové hospodářství, chutor Gajduk v okolí Abrau-Drjuso, klimaticky ideální oblasti pro pěstování vinné révy, s rozsáhlými polnostmi a vinicí. Její sazenice dovezl roku 1871 z Německa. Do Černomoří za ním následně přijel i švagr Josef Kučera. Ten v okolí Novorossijska následně objevil zásoby kvalitního vápence vhodného k výrobě cementu a vybudoval zde prosperující cementárnu. 
S podporou správce oblasti, generála D. V. Pilenka, začal v oblasti Černomořského okruhu v okolí Novorossijska organizovat zakládání osad českými kolonisty. Krajané se sem stěhovali především z jižních Čech a z podhůří Orlických hor. Následně v oblasti vznikly převážně Čechy osídlené obce Glebovka, Kyrilovka, Vladimirovka, Metodějovka a další. Ruská vláda ho 1881 vyslala do Itálie, Španělska, Francie, Německa a Rakousko-Uherska, aby studoval prostředky a metody proti chorobám vinné révy. V Rusku vydával také hospodářské periodikum Seľsko-chozjastvennyj vestnik. Roku 1885 zde Bedřicha navštívil jeho bratr Adolf se svou ženou Emílií, tento zážitek potom Adolf též básnicky zpracoval, mj. v básních Na vlnách a Z pouti na Kavkaz.

### Na Sibiři
Heyduk pak v roce 1885 přijal nabídku na místo hospodářského správce Přiamurském kraji a odcestoval lodí do Vladivostoku, odkud následně zamířil hlouběji na Sibiř. Zde pak mj. plánoval další rozsáhlejší osílení kolonisty z Ukrajiny, podporoval pěstování tabáku, pozvedl úroveň zdejšího sadařství, neúspěsně se pak pokoušel i vysadit zde vinnou révu. Vytrvale hájil myšlenku vybudování Transsibiřské magistrály a hovořil též o využití splavnosti zdejších řek.  Roku 1888 byl jmenován státním hospodářským poradcem v oblasti východní Sibiře. 

### Úmrtí
Roku 1890 se vypravil na ostrov Sachalin, kde však vážně onemocněl a byl přinucen k návratu. Při zpáteční cestě podlehl 7. července 1890 na palubě lodi do Vladivostoku následkem zápalu plic, nebo kataru žaludku, ve věku 58 let. Pohřben byl na, později zrušeném, hřbitově ve Vladivostoku.
Po jeho smrti převzal místo hlavního agronoma v Černomoří syn Jaroslav (1863–1918). Ten po začátku první světové války vstoupil do České družiny, českého dobrovolnického oddílu v ruské carské armádě, kde sloužil jako praporečník a zároveň jako nejstarší člen jednotky. Zahynul roku 1918 na Sibiři při tzv. Sibiřské anabázi v řadách československých legií v Rusku.

## Dílo (výběr)
- Hospodářské účty 1–4 (1862–1864)
- Hospodářský katechismus (1863)
- Poznámky k hospodářským tabulkám 1–2 (1862–1863)
- O mrvě (1863)